# Mariano Lamberti
Mariano Lamberti (* 1967 in Pompei) ist ein italienischer Kurzfilm- und Spielfilmregisseur.

## Leben
Nach einem Diplom in Philosophie an der Universität Neapel L’Orientale besuchte Lamberti Regiekurse beim C.S.C. und schloss ihn mit seinem Kurzfilm Western di cose nostre 1992 ab. Ein weiterer Abschluss erfolgte 1996 an der New York Film Academy (mit Solo quando non recitano). Für das Fernsehen produzierte er zusammen mit zwei Kollegen das Format La ragazza di Parigi im Folgejahr, das von Claudia Cardinale präsentiert wurde. Neben dokumentarischen Werken präsentierte Lamberti beim 56. Filmfestival von Venedig 1998 seinen ersten langen Spielfilm, Non con un bang, der aber nur kurz im Kino ausgewertet wurde. Nach längerer Pause drehte er 2008 die Fernsehserie Colpi di sole und im Jahr 2011 einen zweiten Kinofilm, Good as You.

## Filmografie (Auswahl)
- 1998: Non con un bang
- 2011: Good as You